# Elisabeth Pungs
Elisabeth Adelaide Pungs (* 20. Mai 1896 in Bremen; † 28. August 1945 in Berlin), geborene Elisabeth Taaks, ab 1917 Elisabeth Scherbius, genannt auch Li oder Liselotte,, ab 1931 Elisabeth Pungs, war eine deutsche Widerstandskämpferin in der Zeit des Nationalsozialismus.

## Kindheit und Jugend
Elisabeth Taaks wuchs in einer bürgerlichen Familie in Bremen auf. Ihr Vater, Georg Taaks, war Zivilingenieur, Teilhaber einer Wasserbau-Firma. Sie hatte fünf Geschwister, drei Brüder und zwei Schwestern; eine ihrer Schwestern starb im Alter von 11 Jahren. Sie besuchte in Bremen die Höhere Töchterschule „Roselius“, eine Frauenschule, dann ein Schweizer Pensionat, von dem sie zu Beginn des Ersten Weltkriegs nach Bremen zurückkehrte. Das Verhältnis zu ihren konservativen Eltern war nicht ohne Spannungen. Sie arbeitete im Ersten Weltkrieg zunächst in einem Säuglingsheim, dann, 1915 und 1916, als Rotkreuz-Helferin im als Lazarett genutzten St. Joseph-Stift. Sie konnte wegen einer Erkrankung dort nicht mehr tätig sein und besuchte die Kunstgewerbeschule in Bremen.

## Ehe mit Arthur Scherbius

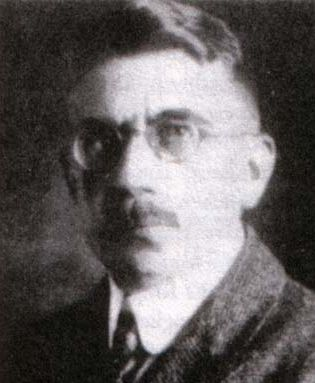
Ihr erster Ehemann Arthur Scherbius (Foto 1913) starb 1929 durch einen Unfall

Bei einem Aufenthalt in Partenkirchen lernte sie im Frühsommer 1917 den Doktor-Ingenieur Arthur Scherbius (Bild) kennen, der kaum ein Jahr später, am 23. Februar 1918, seine wohl berühmteste Erfindung zum Patent anmeldete – die Rotor-Chiffriermaschine Enigma. Jahrzehnte später, im Zweiten Weltkrieg (1939–1945), wurde sie – in modifizierter Form – von der deutschen Wehrmacht zur Verschlüsselung ihres geheimen Nachrichtenverkehrs eingesetzt.
Elisabeth Taaks und Arthur Scherbius verlobten sich im Juni 1917 in seiner Geburtsstadt Frankfurt am Main und heirateten nur wenige Monate darauf, am 10. November 1917, in Elisabeths Heimatstadt Bremen. Trauzeugen waren ihr Vater und dessen Bruder Otto Christian Taaks. Sie zog zu ihrem Ehemann nach Berlin. Am 30. Oktober 1919, bei der Hochzeit eines Verwandten von Scherbius, traf sie die Schwester der Braut, Frida Greve (ab 1945 Uhlig), mit der sie von da an befreundet war und die politisch großen Einfluss auf sie hatte. Elisabeths Erkrankung (Tuberkulose) machte ab 1921 lange Aufenthalte in Krankenhäusern und Sanatorien notwendig. 1924 zog das Ehepaar in sein neuerbautes Haus in Berlin-Wannsee. Sie blieben weiterhin in Kontakt mit seiner Mutter in Frankfurt und mit ihren Eltern und Geschwistern. Es gab gegenseitige Besuche. Auch mit ihrem konservativen älteren Bruder Claus trafen sie sich mehrfach, verbrachten 1923 und 1928 auch gemeinsame Urlaube mit ihm. In Berlin waren unter ihren Freunden und Bekannten Elektrotechniker wie Scherbius selbst, aber auch an Musik, bildender Kunst, Politik und Literatur interessierte Personen, unter ihnen der Verleger, Ingenieur und Erfinder Friedrich Joseph Pungs.
Im Jahr 1925, als die Firmen, an denen Scherbius beteiligt war, erhebliche wirtschaftliche Probleme hatten, vereinbarten Arthur und Elisabeth Gütertrennung. Sie erhielt das gesamte Eigentum mit Ausnahme dieser Beteiligungen, d. h. das Haus und zwei Konten. Am 15. Januar 1929 nahmen sie ein Kind aus einem Heim bei sich auf und beantragten die Adoption. Am 13. Mai 1929 starb Arthur Scherbius durch einen Unfall; die Chiffriermaschinen AG, an der er beteiligt war, war verschuldet. Der Verlustvortrag aus dem Jahr 1925 war noch nicht ausgeglichen und die Enigma bis dahin nur in geringen Stückzahlen produziert worden. Elisabeth Scherbius musste das Haus in Wannsee verlassen, sie zog in eine kleinere Wohnung. Das Kind adoptierte sie 1930 unter dem Namen Scherbius.

## Ehe mit Friedrich Pungs, politische Aktivität

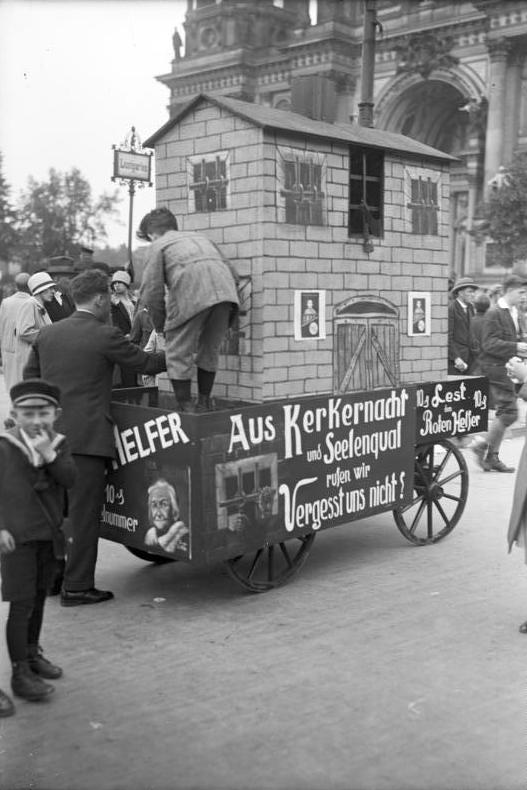
Straßenpropaganda, wie dieser RHD-Wagen (1928), war nur ein kleiner Teil der Roten Hilfe, die im Wesentlichen aus der Rechtsberatung durch engagierte Anwälte bestand, die auch justizkritische Publikationen veröffentlichten.

1931 heiratete sie Friedrich Joseph Pungs, ihr Sohn wurde von jenem adoptiert. Ihre finanzielle Lage wurde besser. 1932 verkaufte sie das von Scherbius geerbte Haus an Gertrude Henius, die Frau des jüdischen Verlegers Frank Henius, und ließ in Kleinmachnow ein kleines Haus im Bauhaus-Stil bauen (Architekt: Paul Rudolf Henning). Dort gab es 1933 eine Durchsuchung, die jedoch ohne Folgen blieb. Während des Hausbaus kam sie mit ihrem Sohn bei Freunden und Bekannten unter, eine Zeitlang auch in Partenkirchen, bei David Stern-Gwiasda, der dort zusammen mit seiner Frau Karolina ein Schülerheim betrieb; ihr Mann wohnte in Berlin währenddessen bei dem mit ihm befreundeten Werner Ackermann. Das Haus wurde 1936 verkauft, und die Familie zog in die Wiesbadener Straße 45 in Wilmersdorf. Elisabeth Pungs kaufte 1936 ein Mietshaus in Berlin.
Ab 1938 war ihr Sohn im Jungvolk der HJ, an dessen Übungen und Fahrten er durchaus begeistert teilnahm.
Bereits in ihrer Jugend war Elisabeth Pungs links eingestellt; sie war in den 20er Jahren Mitglied der Deutschen Liga für Menschenrechte und engagierte sich in Kampagnen für die Abschaffung des Schwangerschaftsparagraphen §218. Ab 1931 war sie Mitglied der Roten Hilfe Deutschlands (RHD), einer politischen Hilfsorganisation, die der KPD nahestand. Diese wurde, wie auch die Deutsche Liga für Menschenrechte, nach der Machtergreifung 1933 verboten.

## Gesprächskreis
Zu den Bekannten und Freunden des Ehepaars Pungs gehörten Personen, die in der KPD waren oder mit ihr sympathisierten. In Kleinmachnow, wie auch ab 1936 in der Wiesbadener Straße, traf sich bei ihr ein kleiner Kreis, in dem über Politik diskutiert wurde, auch über Literatur und Kunst; marxistische Werke wurden gelesen und besprochen. Nach außen hin erschien er als ein Kreis Intellektueller und Künstler. Friedrich Pungs war Parteimitglied wie sie und kannte die Teilnehmer, war aber auf ihren Wunsch bei den politischen Sitzungen nicht anwesend. Ihre wie auch seine Verwandten wussten von dem Gesprächskreis.
1935, lernte sie Alfred Schmidt-Sas kennen, zunächst war jener Klavierlehrer für ihren Sohn, dann nahm er auch an den Gesprächen teil. 1937/38 emigrierten sechs jüdische Teilnehmer, Arnold und Friedel Motulsky, Herr und Frau Loewy, Herr Millet und dessen Freundin, Fräulein Neldener. Der auch in anderen oppositionellen Zirkeln und in der KPD aktive Apotheker und Pharma-Vertreter Arnold Motulsky empfahl ihr den mit seinen Söhnen befreundeten jungen Hanno Günther, mit dem sie von da an politische Gespräche führte.
In den Vernehmungen durch die Gestapo 1941 wurden nur die Teilnehmer des Gesprächskreises genannt, die emigriert waren, und diejenigen, die der Gestapo bereits bekannt waren: Albert Rettich (Künstlername Albert Arid, Schauspieler und Regisseur) und dessen Frau, Kristine Hörnecke und deren Mutter, Alfred Schmidt-Sas (ab 1935 gelegentlich); Als Elisabeth Pungs‘ Sohn von dem Autor Volker Hoffmann interviewt wurde, nannte er noch Erich Ohser (e.o.plauen). Als Friedrich Pungs’ Freund Werner Ackermann 1940 von Belgien in Südfrankreich interniert wurde, wohnten dessen Frau Ota und Tochter Sonja Ackermann bei Pungs; als Werner Ackermann in das besetzte Belgien zurückgekommen war und dort in der Abwehr tätig wurde, zog seine Frau zu ihm. Sonja, die während des Kriegs weiterhin bei Pungs wohnte, nannte, 2013 befragt, Peter Keler als Teilnehmer des Gesprächskreises.

## Klebezettel und Flugblätter „Das freie Wort“
Im Spätherbst 1939, nach dem Überfall auf Polen, verfasste Elisabeth Pungs, zusammen mit Hanno Günther, ein erstes Flugblatt, das als offener Brief eines unzufriedenen alten Parteigenossen formuliert war; sie verbreiteten es als Durchschläge in ca. 100 Exemplaren. Daneben stellten sie bis Ende 1939 Klebezettel her mit Parolen wie „Jeder Sieg bringt neuen Krieg!“, die sie in sieben oder acht Aktionen an gut sichtbare Stellen, z. B. auf Plakate, klebten. Der Text des Flugblatts und die Parolen werden in der Anklageschrift und in dem Urteil gegen die „Rütligruppe“ zitiert.
Nachdem im Frühjahr 1940 Albert Arid wegen des Besitzes anderer Flugblätter verhaftet worden war, brachte Elisabeth Pungs ein von Alfred-Schmidt-Sas beschafftes Umdruckgerät unbenutzt an jenen zurück. Bis Sommer 1940 wurden keine Flugblätter mehr verfasst, dann besorgte Hanno Günther ein anderes Umdruckgerät.
Sechs Flugblätter mit dem Titel „Das freie Wort“ wurden geschrieben, gedruckt und verbreitet, in einer Auflage von jeweils 200–300 Stück. Die Flugblätter dieser Reihe riefen zum Sturz der „Nazi-Plutokratie“ auf, zum Frieden, zum Kampf gegen den Krieg. Im Gegensatz zu der vorherrschenden Begeisterung über die „Erfolge“ – die Siege über Polen, dann über Frankreich – sah sie, dass diese Siege weitere Kriege nach sich ziehen und das Volk, das Material für diese Siege, zugrunde richten werden. Gerade die Zustimmung einer Mehrheit der Deutschen zum Krieg, veranlasste sie zum Protest.
Das erste Flugblatt dieser Reihe schrieben Elisabeth Pungs und Hanno Günther im Juli 1940. Auf die Frage „Will Hitler den Frieden?“ gab es die Antwort, dass jeder Sieg weitere Kriege nach sich ziehen werde.
Das zweite Flugblatt rechnete den Lesern vor, dass die von der Regierung beschlossenen sozialen Leistungen in Wirklichkeit Einschränkungen waren. Der „Sozialismus“ der „Hitlerplutokraten“ sei „nur das Mäntelchen, um das Volk nur noch schamloser auszuplündern.“ Dieses Flugblatt endet mit den Parolen der Klebezettel, es stellte so – auch für die Gestapo – die Verbindung zwischen den Aktionen her.
Das dritte Flugblatt nennt erneut als Gegner die „Herren von Kohle und Eisen“ und fordert Frieden, Freiheit und eine Volksvertretung. Es wurde auf Vorschlag von Hanno Günther erstmals unterzeichnet mit „Die deutsche Friedensfront“. Bereits da gab es Einwände von Elisabeth Pungs, der die Beiträge Günthers nicht entschieden genug waren. In den Vernehmungen nannte sie sie „zu verschwommen“, Günther sagte aus, sie seien ihr „nicht kommunistisch genug“ gewesen.
Das vierte Flugblatt vom November 1940 verfassten Hanno Günther und dessen Freund Wolfgang Pander. Sie hatten sich aus öffentlichen Quellen Daten über die Royal Air Force beschafft, die damals schon Berlin bombardierte. Günther und Pander widerlegten in dem Flugblatt die von der NS-Propaganda behauptete Überlegenheit der Luftwaffe und der Luftabwehr, zeigten, dass es die von Göring behaupteten Siege über die RAF nicht gab.
Das fünfte Flugblatt vom Dezember 1940 schrieben ebenfalls Hanno Günther und Wolfgang Pander, es enthielt, auf Wunsch Panders, eine „Weihnachtslegende“, in der Joseph Goebbels als Lügner und Betrüger dargestellt wird, dessen leere Versprechungen die Menschen am Ende des Flugblatts durchschauen.
Das sechste und letzte im Januar 1941 erschienene Flugblatt verfasste Elisabeth Pungs allein. Es nimmt den Standpunkt eines deutschen Arbeiters ein, ruft u. a. dazu auf, langsamer zu arbeiten, und berichtet von Arbeitern einer Großbaustelle in Teltow, die sich geschlossen geweigert hatten, täglich eine Stunde länger zu arbeiten.
(Hanno Günther sammelte ab Dezember 1940, nachdem die Flugblattaktionen eingestellt worden waren, eine Gruppe von jungen Leuten um sich, v. a. ehemalige Schüler der Rütli-Schule, mit denen er marxistische Werke las und über aktuelle Politik und über Sendungen der BBC diskutierte. Elisabeth Pungs war an dieser Gruppe nicht beteiligt.)

## Verhaftung, Vernehmungen und erste Untersuchungshaft
Elisabeth Pungs wurde am 1. August 1941 von der Gestapo zum ersten Mal vernommen, am 11. August wurde ihre Wohnung durchsucht, ihre Schreibmaschine, sechs Bücher und drei Broschüren – davon nur zwei Bücher und die Broschüren auf der Linie der KPD – wurden beschlagnahmt, sie kam in Polizeihaft. Auch Hanno Günther, die Gruppe um ihn sowie Alfred Schmidt-Sas wurden Ende Juli / Anfang August verhaftet. Sie alle wurden von der Gestapo als „Rütligruppe“ zusammengefasst, obwohl sie nicht gemeinsam, sondern in unterschiedlicher Weise und zu verschiedenen Zeiten Widerstand geleistet hatten. Sie wurden von Kriminalsekretär Otto Kablitz (Abt. IV A 1 des Reichssicherheitshauptamts) vernommen; die Elisabeth Pungs vorgeworfenen Sachverhalte, vor allem das Verfassen und Verteilen von Flugblättern, konnte sie nicht leugnen. Von Anfang an verfolgte die Gestapo das Ziel, eine organisatorische Verbindung zur KPD nachzuweisen, was jedoch Unterstellung blieb.
Ihr Sohn wurde von ihr in einem Landerziehungsheim untergebracht. In ihre Wohnung hatte sie schon seit 1940 die Frau und die Tochter von Werner Ackermann, einem Jugendfreund, und früherem Verlags-Partner ihres Mannes, aufgenommen.
Ihre Familie setzte sich für sie ein: Ihr Bruder Claus, Mitglied der NSDAP, fuhr am 4. bis 7. August 1941 aus Hamburg nach Berlin, bis Kriegsende kamen er und zwei Vertraute der Familie, eine Rechtsanwältin und eine 1939 entlassene Lehrerin, noch mehrmals dorthin. Über den Inhalt ihrer Gespräche mit ihrem Rechtsanwalt (RA) und anderen ist nichts bekannt.
Ihr Rechtsanwalt, Walter Menzel, beantragte am 26. September 1941 beim Volksgerichtshof (VGH) ihre Vertretung, die – nach gerichtsinternen Auseinandersetzungen darüber – am 4. Dezember genehmigt wurde.
Weitere Vernehmungen durch die Gestapo folgten. Anfang Oktober wurde sie vom Gerichtsgefängnis Charlottenburg in die Krankenstation des Gefängnisses Alt-Moabit verlegt; am 21. Oktober 1941 wurde sie, auf Drängen ihres Rechtsanwalts, wegen offener Tuberkulose vom Gefängnisarzt für haftunfähig erklärt und in das Heim-Hospital in Buch entlassen, etwa sechs Wochen später kam sie in das Elisabeth-Sanatorium in Stahnsdorf.
Ihr Mann, Friedrich Pungs, war seit 1940 in Lille und in Ostende für die Firma Zimmer & Co. tätig, deren Produkte im besetzten Nordfrankreich und in Belgien für den Bau von Flugfeldern und Stellungen des Atlantikwalls verwendet wurden. Dabei wurde bei der Tarnung dieser Objekte durch Verputz und Farben eine von ihm erfundene Spritzpistole eingesetzt. Kurze Zeit vor dem Prozess gegen Elisabeth Pungs wurde er zur Wehrmacht eingezogen, seine Tätigkeit in Lille setzte er als Offizier der Reserve unverändert fort. Er schickte ihr Lebensmittel.

## Abtrennung ihres Verfahrens, Zeugin im Prozess gegen die „Rütligruppe“
Am 8. Mai 1942 verkaufte Elisabeth Pungs ihr Mietshaus an ihren Rechtsanwalt, vermutlich, um mit dem Erlös ihre Kosten für die Verteidigung, für Ärzte und Sanatorium, für den Aufenthalt ihres Sohnes im Landerziehungsheim und manches andere zu bezahlen.
Am 26. Mai 1942 wurde die „Rütli-Gruppe“ von Oberreichsanwalt Ernst Lautz angeklagt, Elisabeth Pungs wegen Vorbereitung zum Hochverrat, Herstellung und Verbreitung von Schriften und Feindbegünstigung. Der vorangegangene Gesprächskreis diente lediglich als Beleg für ihre Gesinnung. Ein erneuter Haftbefehl gegen sie vom 15. Juni 1942 wurde zunächst ausgesetzt, ein Gutachten des behandelnden Arztes, Walther Kröner, attestierte ihr Haftunfähigkeit. RA Menzel stellte am 23. Juli einen Antrag auf Verfahrensabtrennung, dem stattgegeben wurde, zugleich sollte sie Zeugin in dem Prozess sein. Welche Verhandlungen im Hintergrund dazu geführt hatten, blieb unbekannt. Möglicherweise gab es Kontakte mit einem Freund ihrer Familie, Hans Gramm, der seit 1935 persönlicher Referent von Franz Schlegelberger war, dem kommissarischen Justizminister der Jahre 1941 und 1942.
Für ein Verfahren gegen sie legte der Oberreichsanwalt, vertreten durch Staatsanwalt (StA) Karl Bruchhaus, eine Akte an und beantragte erneut die Verhandlung gegen sie am 9. Oktober 1942. Der Haftbefehl gegen sie wurde am 29. September vollstreckt, sie wurde in die Krankenstation des Gefängnisses in Moabit eingeliefert. Sie wusste dabei noch nicht, ob sie am 9. Oktober Zeugin oder Angeklagte sein würde. Während dieser zweiten Haft in Moabit schrieb sie ein Gefängnistagebuch.
In dem Prozess gegen die „Rütli-Gruppe“ wurden am 9. Oktober 1942 vom 2. Senat des Volksgerichtshofs alle Angeklagten, bis auf eine an der Gruppe um Hanno Günther kaum beteiligte junge Frau, zum Tode verurteilt. Elisabeth Pungs hatte, während sie als Zeugin befragt wurde, Fieber und konnte sich kaum konzentrieren. Es ging um die Beschaffung der Umdruckgeräte und deren Aufbewahrung durch Schmidt-Sas. Ihre Aussage, dass jener ihrer Meinung nach hätte vermuten müssen, dass die Geräte für illegale Zwecke verwendet werden sollten, wurde vom Gericht als weitere Bestätigung eines ohnedies schon feststehenden Urteils über ihn gewertet.

## Verzögerung des Verfahrens gegen sie bis Kriegsende

### 1942: Eine für den 14.11. anberaumte Hauptverhandlung fand nicht statt
Kurze Zeit nach der Verhandlung wurde vom VGH der 14. November 1942 als Termin der Hauptverhandlung gegen Elisabeth Pungs bestimmt. Davon erfuhren alle Beteiligten außer ihr schon sehr früh, sie dagegen erst am 12. November.
Am 5. November 1942 hatte RA Menzel einen ausführlichen Schriftsatz zu ihrer Verteidigung eingereicht, in dem er sich auf folgende Argumente berief: Die Flugblätter stellten, da vor dem „Russenkrieg“ verteilt, keine Feindbegünstigung dar, hätten außerdem keinen staatspolitischen Einfluss gehabt. Ihre Persönlichkeit sei durch den Einsatz im Ersten Weltkrieg und durch ihre Erkrankung geformt und habe sie zu der Tat getrieben. Sie habe einen „Lebensweg“ gehabt, der sie zwar nicht pazifistisch gemacht, doch bewirkt habe, dass „die bei jedem Menschen vorhandene Friedensliebe bei ihr ins Ungesunde abbiegt.“ Die Tuberkulose habe ihren „Seelenzustand“ auch unmittelbar, durch eine „toxische Wirkung“ beeinflusst; Menzel beruft sich dabei auf Melzer, Chefarzt des Lungensanatoriums Fürstabt-Gerbert-Haus in St. Blasien im Schwarzwald, den er zur Vorbereitung der Verteidigungsschrift aufgesucht hatte. Schließlich beantragte Menzel Gutachten weiterer Sachverständiger.
Am 12. November 1942 wurde Elisabeth Pungs in das Elisabeth-Sanatorium in Stahnsdorf entlassen. StA Bruchhaus schrieb am selben Tag an den Gefängnisarzt mit der Bitte um ein Gutachten und um „baldige Mitteilung, ob die Hauptverhandlung gegen Frau Pungs durchgeführt werden kann.“ Ein für den 14. November 1942 geplanter Prozess gegen sie fand nicht statt. Ob allein die Verteidigungsschrift und von Menzel bestellte Gutachten dies bewirkt hatten, darüber ist nichts bekannt.
Friedrich Pungs war in Lille über ihre Verteidigung informiert. Gelegentlich schickte er ihr aus Nordfrankreich und Belgien Lebensmittel.
Am 5. Dezember 1942 hatte Elisabeths Bruder Claus einen Termin bei Hans Gramm, sie vereinbarten, dass jener RA Menzel benachrichtigen werde, sobald vom Gericht eine neue Verhaftung beschlossen werde. Inwieweit jedoch Hans Gramm noch etwas für sie tun konnte, nachdem bereits im August 1942 Thierack zum Justizminister und Rothenberger zum Staatssekretär ernannt worden waren und Schlegelberger das Ministerium verlassen hatte, ist unklar. Gramm verließ Ende Februar 1943 das Ministerium und wurde zur Wehrmacht eingezogen.
Das Verfahren gegen Elisabeth Pungs wurde von StA Bruchhaus vorangetrieben, von RA Menzel und anderen ab Ende 1942 verzögert. Eine von StA Bruchhaus am 29. November 1942 bei Victor Müller-Heß beantragte Prüfung ihrer Haft-, Vernehmungs- und Verhandlungsfähigkeit wurde, auch auf Betreiben Menzels, immer wieder hinausgeschoben.

### 1943: Mehrere Gutachten und ein fingierter Blutsturz
StA Bruchhaus setzte durch, dass Elisabeth Pungs sich schon am 25. Januar bei Bremer im Elisabeth-Krankenhaus zur Untersuchung melden solle. Dieser Termin wurde auf den 29. Januar verschoben, mit dem Hinweis, sie müsse für die Untersuchung acht Tage im Krankenhaus bleiben. Am 30. Januar gab Bremer ein ausführliches Gutachten über ihren Gesundheitszustand ab, dessen Ergebnis lautete:

„Es ist bei diesem Bild nicht zu erwarten, daß Frau P. jemals längere Zeit bazillenauswurffrei sein wird. Man kann sie daher nicht als haftfähig ansehen, aber für einige Vormittagsstunden halte ich sie durchaus für verhandlungs- und vernehmungsfähig.“

Am 3. März schloss sich Müller-Heß diesem für sie gefährlichen Urteil an. Erst am 7. März untersuchte Müller-Heß sie auf mehrere Nachfragen des Gerichts hin. RA Menzel setzte sich mit Müller-Heß in Verbindung und kündigte dem VGH nach weiteren Verzögerungen am 15. Juli an, dass jener sie noch einmal untersuchen werde, außerdem, dass Melzer, St. Blasien, sie vorher, am 23. Juli, untersuchen könne.
Die Staatsanwaltschaft war, wie RA Menzel erfuhr, zu einer Verhaftung kurz vor einem erst in letzter Minute zu nennenden Termin entschlossen, um eine sofortige Verurteilung zu erreichen. Menzel warnte Elisabeth Pungs, ihren jüngsten Bruder Hermann und ihren Mann Friedrich Pungs. Sie berieten über mögliche Wege zu ihrer Rettung: Wegen ihrer Krankheit schien ein Leben im Untergrund nicht möglich zu sein, ein Versteck in Frankreich oder Belgien war zu der Zeit noch nicht möglich. Der ihnen als "zuverlässig" bekannte Arzt Georg Groscurth konsultierte Ferdinand Sauerbruch wegen einer möglichen Operation, schlug dann jedoch eine andere Lösung vor: Am 3. August 1943 traf sich ihr Bruder Hermann mit ihr im kleinen Tiergarten vor dem Robert-Koch-Krankenhaus und gab ihr eine Flasche mit präpariertem Blut, das er von Groscurth erhalten hatte. Sie übergoss sich in einer Telefonzelle mit dem Blut, und ihr Bruder lieferte sie als „unbekannter Soldat“ in die Klinik ein, zu Groscurth, der niemanden von ihrer Aufnahme benachrichtigte.
Dieser „Blutsturz“ geschah am 3. August 1943, Menzel teilte ihn Müller-Heß mit, der in seinem Gutachten vom 11. August den „angeblichen Blutsturz“ erwähnte, ihn aber dann doch als Indiz dafür anführte, dass die Tuberkulose weiterhin offen sei und Elisabeth Pungs deshalb weder verhandlungs- noch vernehmungsfähig. Am 6. Oktober beschloss der 2. Senat des VGH, dass das Verfahren gegen Elisabeth Pungs vorläufig eingestellt werde. Damit war für die Verteidigung etwa ein halbes Jahr gewonnen. Sie schrieb ab dieser Zeit ein Sanatoriums-Tagebuch.
Elisabeth Pungs’ jüngster Bruder war in Berlin als Dechiffrierer von Agentenfunk im OKH/In 7/VI, dem „Referat Vauck“; durch diese Tätigkeit trug er – wenn auch nicht entscheidend und an untergeordneter Stelle – dazu bei, dass Georg Groscurth, Mitgründer der Widerstandsgruppe „Europäische Union“, kurz darauf verhaftet und hingerichtet wurde. Ihr Mann, Friedrich Pungs, half in Belgien verfolgten und geflohenen Menschen und organisierte, zusammen mit Werner Ackermann und ihrem Bruder, im Herbst 1943 die Fahrt seines Neffen, Jacques de Duve, getarnt als „deutscher Spion“, nach England.

### 1944: Die „Suche“ nach Elisabeth Pungs und weitere Verzögerungen
Ihr Sohn musste am 2. Januar 1944 zur Musterung als Flakhelfer, da er aber schon als Kind Tbc hatte, wurde er zurückgestellt.
Der Staatsanwalt Bruchhaus fragte Anfang 1944 an, wo Elisabeth Pungs sei. Menzel, der ständig in Verbindung mit ihr war, stellte sich unwissend und antwortete am 10. März 1944, er müsse Friedrich Pungs fragen, der weiterhin in Lille stationiert war, und erbat dafür eine Frist von 14 Tagen. Erst am 17. Mai traf die Auskunft aus Lille ein, sie sei im Elisabeth-Sanatorium in Stahnsdorf, Menzel informierte zunächst Elisabeth Pungs, dann, am 28. Juli, leitete er die Auskunft an den Oberreichsanwalt weiter, und erst am 12. September beantragte Bruchhaus ein erneutes Gutachten.
Den tatsächlichen Gesundheitszustand beschrieb ihr jüngster Bruder: „Ihr tatsächlicher Gesundheitszustand war wenn nicht gerade gut, so doch auch nicht besonders schlecht und gab zu besonderen Befürchtungen kaum Anlass.“ Er verschlechterte sich allerdings, seit ihr Mann ihr keine Lebensmittel aus Frankreich oder Belgien mehr schicken konnte.
Die letzte Nachricht von ihrem Mann hatte sie im September 1944 erhalten, dass jener sich Ende August nach Belgien abgesetzt hatte und ab 4. September in Antwerpen lebte, erfuhr sie nicht. Nach der Auflösung des Landerziehungsheims wohnte ihr Sohn ab September 1944 bei ihr im Sanatorium und musste in einer einige Kilometer entfernten Werkstatt arbeiten.

## Kriegsende und Nachkriegszeit
Am 24. April 1945 wurde Stahnsdorf von der Roten Armee eingenommen, das Sanatorium blieb erhalten. Am 26. April wurde ihr Sohn an einer Straßensperre von Soldaten der Roten Armee festgenommen, er kam in ein Lager bei Trebbin, konnte aber am 3. Mai zu ihr zurückkommen.
Am 14. Mai verließen beide das Sanatorium und gingen in die Stadt zurück, wo sie am 15. Mai ankamen.
Sie meldete sich bei dem KPD-Vorsitzenden des Stadtteils und bot an, am Wiederaufbau mitzuarbeiten, soweit dies ihre Kräfte zuließen, doch die Genossen warfen ihr vor, sie sei durch ihre Zeugenaussage am Tod von Schmidt-Sas mitschuldig. Außerdem sei sie von „ihren reichen Verwandten, die Nazis waren, ‚ausgekauft‘“ worden. Schon dass sie überlebt hatte, machte sie verdächtig.
Am 28. August 1945 starb sie an Tuberkulose. Am 26. September wurde ihre Urne von ihrem Sohn und ihrem Bruder auf dem Südwestkirchhof Stahnsdorf bestattet.

## Werke, in denen Elisabeth Pungs erwähnt wird
Roman:
- Hans Fallada: Jeder stirbt für sich allein. Dort erscheint sie als „Fräulein Anna Schönlein“, eine klägliche, hilflose Gestalt. – Fallada kannte Alfred Schmidt-Sas (Vorbild für die Figur des „Dr. Reichardt“) und dessen Verlobte Marga Dietrich, er hörte damit auch die Version, Elisabeth Pungs sei mitschuldig am Tod von Schmidt-Sas.

Memoiren:
- Daniel de Duve: Une enfance au bord du Rhin. 1930–1945. Éd. Racine, Bruxelles 2010, ISBN 978-2-87386-648-8 (Kindheits- und Jugenderinnerungen des Autors).
- Christian de Duve: Sept vies en une. Mémoires d’un Prix Nobel. Éd. Odile Jacob sciences. Paris 2013. (Nur das erste Kapitel: « Première partie. Les années d’enfance. 1917–1934. Un héritage culturel », s. google books)
- Charles-Albert de Behault, Tu rendras un grand service à l'Angleterre : 1943-1945 L'odyssée de Jacques de Duve, Editions Mols, 2020, ISBN 978-2-87402-254-8.